# Albuñuelas
Albuñuelas ist eine Gemeinde in der Provinz Granada im Südosten Spaniens mit 794 Einwohnern (Stand: 2024). Die Gemeinde liegt in der Comarca Valle de Lecrín. 

## Geografie
Die Gemeinde liegt im Süden der Provinz und grenzt an Los Guájares, Jayena, Lentegí, Otívar, El Padul, El Valle und Villamena. Die Gemeinde liegt im Tal von Lecrín, ein Gebiet, das an den Westhang der Sierra Nevada grenzt.

## Geschichte
Es gibt Hinweise für eine Besiedlung des Gebiets seit dem späten Paläolithikum. Es lässt sich nicht genau sagen, wann das Dorf entstanden ist. Da die Griechen jedoch einen besseren Anbau von Wein und Oliven in Spanien einführten, zusammen mit Bewässerungsmethoden, und Abuñuelas vom lateinischen "vinolea" abgeleitet ist, was so viel wie "Weinanbaugebiet" bedeutet, deutet dies auf einen Anbau vor der Zeit der Römer 220 v. Chr. bis 409 n. Chr. hin. Hier fanden sie kleine, verstreut liegende, aus Lehm errichtete und weiß getünchte Siedlungen. Sie gaben der Provinz den Namen Betis, wo sie Wein und Getreide anbauen ließen, die zusammen mit Mineralien nach Rom exportiert wurden. In der Umgebung des Dorfes sind noch immer Öffnungen für den Abbau von Mineralien zu sehen.
Von der maurischen Besiedlung zeugt der Torre del Tio Bayo, ein acht Meter hoher Turm, der in der späten Nasriden-Periode, etwa Mitte des vierzehnten Jahrhunderts, errichtet wurde. Im 12. und 13. Jahrhundert wurden die Fortschritte in der Wassertechnik auf die Landwirtschaft übertragen, und die römischen Latifundien wurden durch das arabische Minifundiensystem abgelöst.
Es ist ein Gebiet mit häufigen seismischen Aktivitäten. Während des andalusischen Erdbebens vom 25. Dezember 1884 erlitt das Dorf erhebliche Schäden, die zum Teil auf Erdrutsche zurückzuführen waren, die durch die Topografie und die Bodenbeschaffenheit verursacht wurden. Mehr als 70 % der Häuser stürzten ein, und die übrigen erlitten schwere oder leichte Schäden. Die meisten Schäden gab es in der oberen Nachbarschaft. Es gab 102 Tote und bis zu 500 Verletzte.

## Wirtschaft
Die Produktion von Holz, Mandeln und Oliven sind die wichtigsten Wirtschaftszweige in den Sierras de Albuñuelas, die sich bei Herrero auf 1426 m erheben. Gelegentlich kann man Bewohner bei der Bewirtschaftung der umliegenden Terrassen beobachten, die mit Maultieren, häufiger jedoch mit modernen Maschinen betrieben werden. Der jüngste Klimawandel hat die Hauptanbaukulturen von Getreide durch Zitrusfrüchte und halbtropische Früchte ersetzt.